# Халак Андрій Юрійович
Андрі́й Ю́рійович Халак (27 травня 1995, с. Переможне, Львівська область, Україна — 30 листопада 2022, с. Благодатне, Миколаївська область, Україна) — старший солдат (позивний «Халк»), військовослужбовець Збройних сил України, учасник російсько-української війни. Кавалер ордена «За мужність» III ступеня (2022).

## Життєпис
Андрій Халак народився у селі Переможне Львівської області. У 2012 році вступив до Погірцівського вищого професійного училища, де здобув фах тракториста-машиніста сільськогосподарського виробництва. З 2020 року працював у міжнародній групі компаній з логістики «Нова Пошта» та був співвласником сімейного бізнесу.
20 лютого 2014 року отримав кульове поранення плеча під час Революції Гідності.
З початком повномасштабного російського вторгнення в Україну приєднався до ЗСУ. Служив у 63-ій окремій механізованій бригаді. Був протитанкістом. Загинув 30 листопада 2022 року біля села Благодатне на Миколаївщині: виконуючи бойове завдання у складі групі, врятував життя побратимів під час ворожого обстрілу.

## Нагороди
- орден «За мужність» III ступеня (31 жовтня 2022) — за особисту мужність і самовіддані дії, виявлені у захисті державного суверенітету та територіальної цілісності України, вірність військовій присязі[2];
- відзнака «Знак пошани» (Наказ Міністра оборони України № 856 від 13 вересня 2022 року)[3].

## Вшанування пам'яті
Переможненський заклад загальної середньої освіти І-ІІІ ступенів у с. Переможне названий ім'ям Андрія Халака.